# Crotone
Crotone ou Crotona é uma comuna italiana da região da Calábria, província de Crotone, com cerca de 60.517 (censimento 2004) habitantes. Estende-se por uma área de 179 km², tendo uma densidade populacional de 333,7 hab/km². Faz fronteira com Cutro, Isola di Capo Rizzuto, Rocca di Neto, Scandale, Strongoli.

## Demografia
| Variação demográfica do município entre 1861 e 2011                               |
|                                                                                   |
| Fonte: Istituto Nazionale di Statistica (ISTAT) - Elaboração gráfica da Wikipedia |

## História
Crotona (em grego: Κρότων; em latim: Crotona) foi fundada por um aqueu corcunda de nome Micelo, com ajuda de Árquias, o fundador de Siracusa. Crotona foi fundada depois de Síbaris. A cidade foi fundada no terceiro ano da 17a olimpíada.
O nome de Crotona se deve a um habitante local, que hospedou Héracles. Micelo, filho do argivo Alemon, teve um sonho em que Héracles o mandava fundar a cidade. A cidade foi fundada onde havia o túmulo de Croton.

### Cidade-estado
Foi importante centro cultural e político e disputou a hegemonia da região com sua cidade rival, chamada Síbaris. A cidade de Crotona também foi importante para a filosofia: Pitágoras passou um tempo razoável na cidade e parece ter influenciado na vida política e Filolau, que revelou aspectos secretos do pitagorismo em um livro, também era desta cidade.
Há indícios de que um grande atleta grego, conhecido como Mílon de Crotona tenha nascido nesta ilha. Ele competiu em várias edições dos Jogos Olímpicos da Antiguidade, sendo campeão por cinco vezes consecutivas na luta livre. Segundo a lenda, ele treinava carregando um bezerro amarrado sobre seus ombros, que crescia à medida que o tempo passava, levando Milo a desenvolver sua força para carregar um bezerro cada vez mais pesado. E assim teria sido até que, na idade adulta, ele teria sido visto várias vezes carregando nada menos do que um touro nas costas.